# 柃木頂背節蜱
柃木頂背節蜱（学名：Tegonotus aegopodii）为節蜱科頂背節蜱屬下的一个种。